# آي3
آي3 (بالإنجليزية: i3)‏ هو مدير نوافذ مبلط لنظام النوافذ إكس مكتوب بلغة البرمجة سي.

## المعرض

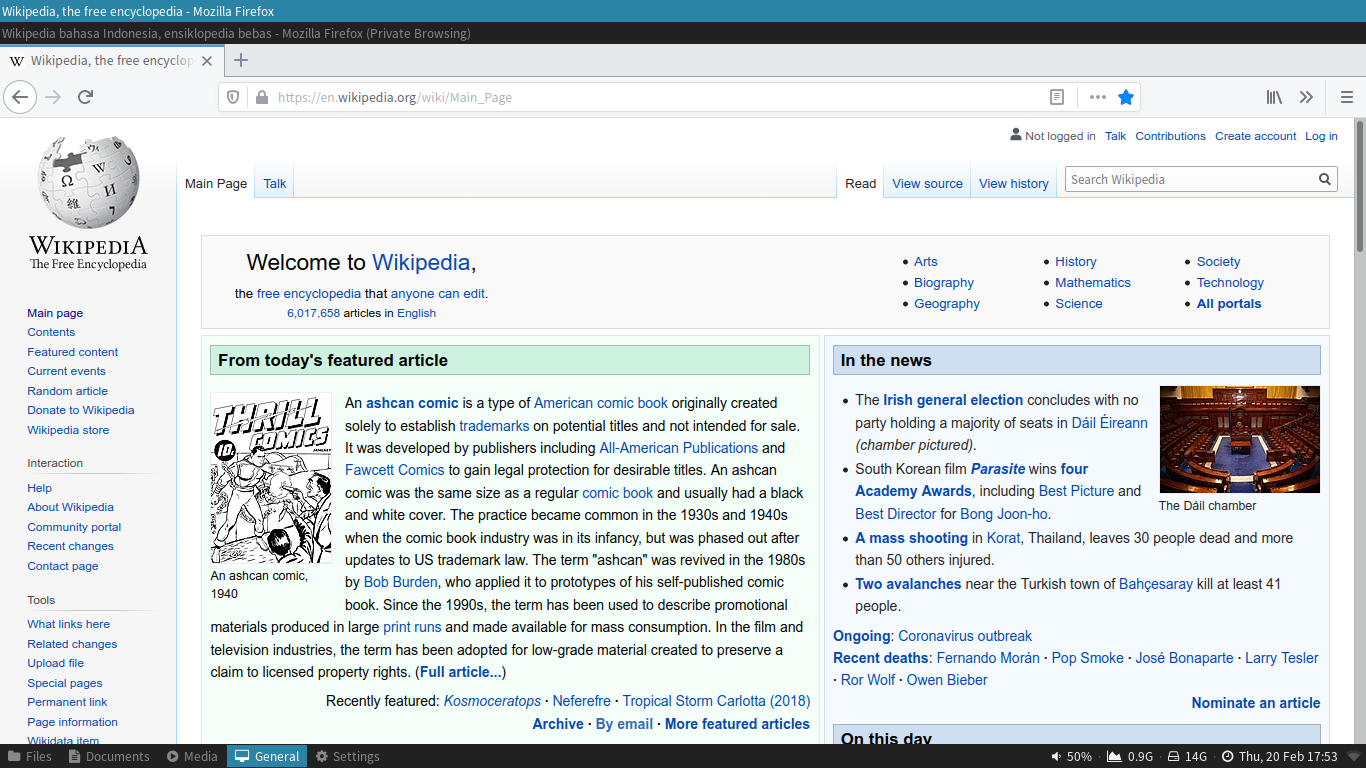
آي3 بواجهة العرض المكدسة
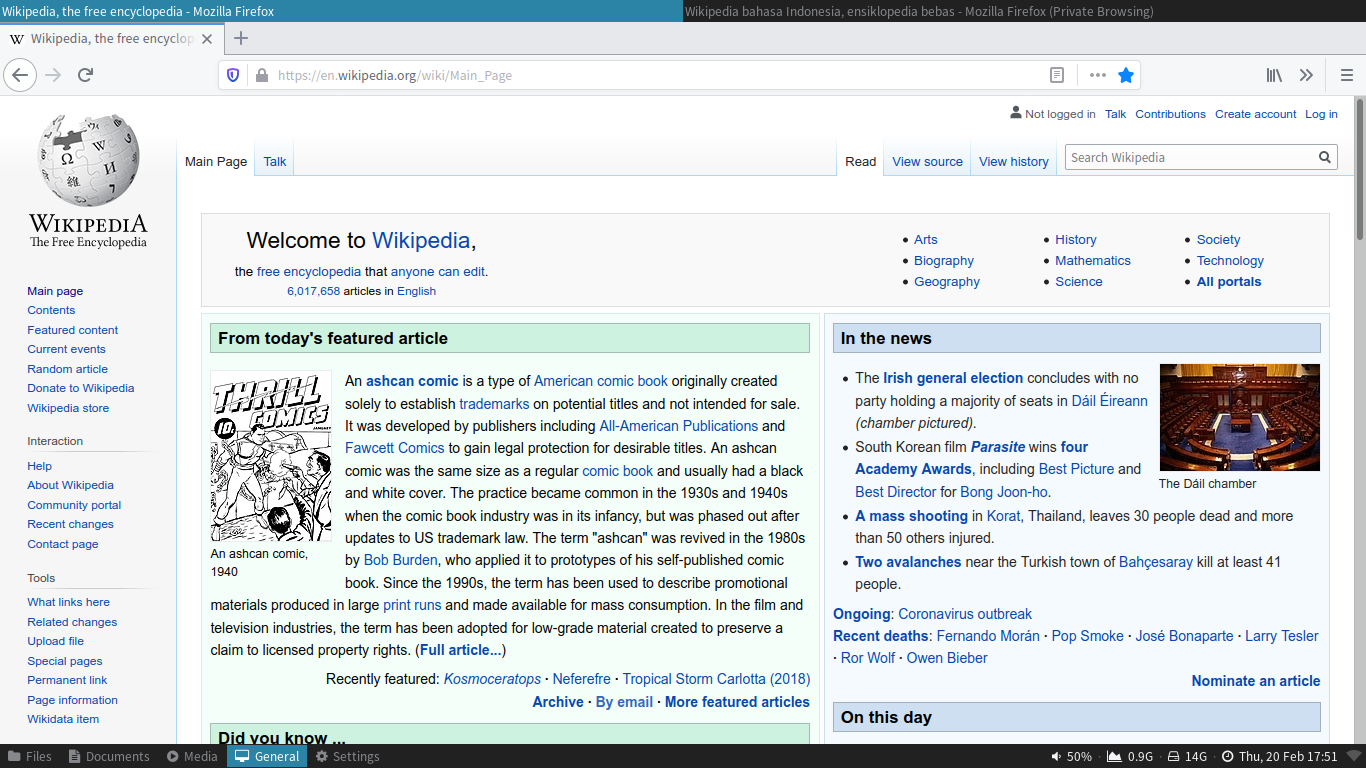
آي3 بواجهة عرض الألسنة
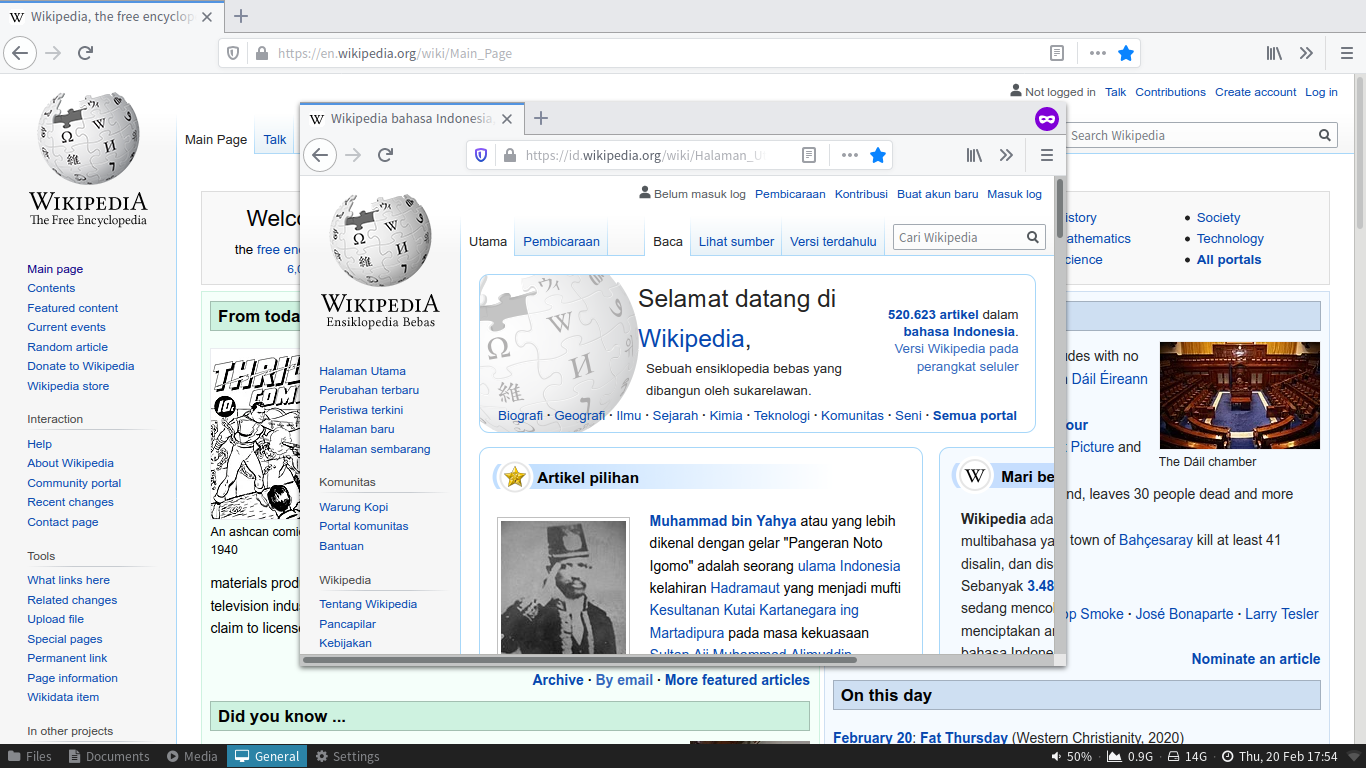
آي3 مع نافذة عائمة